# 데이 워치
《데이 워치》(러시아어: Дневной Дозор, 영어: Day Watch 혹은 영어: Night Watch 2)는 러시아에서 제작된 2006년 다크 판타지 액션 공포 스릴러 영화이다. 2004년 영화 《나이트 워치》의 속편이며, 전편 감독 티무르 베크맘베토프가 다시 연출을 맡고, 콘스탄틴 하벤스키 등 주요 배우진이 이어서 출연하였다. 2006년 1월 1일 러시아 극장에서 개봉되었고, 미국에서는 2007년 6월 1일, 영국에서는 2007년 10월 5일 개봉되었다.

## 줄거리
2006년 현재 모스크바. 빛의 전사인 밤 순찰대 요원 안톤은 어둠의 세력인 흡혈귀 몇을 살해했다는 누명을 쓴다. 흡혈귀들의 사망으로 빛과 어둠의 균형이 깨져 버린 가운데 안톤은 아들 예고르를 보호하는 한편 소유자의 운명을 바꾸는 힘을 지닌 고대 유물 "운명의 분필"을 찾아야 한다.

## 출연진
- 콘스탄틴 하벤스키
- 마리야 포로시나
- 블라디미르 멘쇼프
- 빅토르 베르즈비츠키
- 갈리나 튜니나
- 잔나 프리스케
- 알렉세이 차도프
- 발레리 졸로투힌

## 기타 제작진
- 라인 제작: 바르바라 아브듀시코
- 스턴트: 박혁수